# ソミュール
| 1699から1985年までの紋章 |  | 1986年以降の紋章 |
| 1699から1985年までの紋章 |  | 1986年以降の紋章 |

ソミュール （Saumur）は、フランス、メーヌ＝エ＝ロワール県の都市。ロワール河岸にある。
ソミュールの家は、ほとんどが美しいが壊れやすいテュフォストーン（en、チョーク質石灰岩）だけで建設されている。 石を採掘するために掘られたトンネルは、地元のブドウ園でワインを保管する場所として使用されている。ソミュールはロワールワインの産地である。
18世紀に王弟殿下の騎兵連隊として創設されたカドルノワールの本拠地で、フランスの国立乗馬学校「ル・カドルノワール・ド・ソミュール」があることから、乗馬の中心地となっている。

## 歴史
新石器時代の巨石墳墓群「ドルメン・デ・バニュー」（en）が、街の南側にあることから何千年も昔からこの地に人が住んでいたと考えられる。
845年のノルマン人による略奪後、10世紀（960年ごろ）にロワール川を渡ってくるノルマン人から防衛するためソミュール城が建設された。この城は、1067年に破壊され、プランタジネット家に引き継がれ、12世紀後半にイングランド王ヘンリー2世によって再建された。1589年までアンジューとフランスの間で所有権が幾度も変わった。
17世紀、ソミュール大学でフランス人プロテスタント神学者 Moses Amyraut によって改革神学が教えられ、この学派を「 Amyraldism 」もしくは「 School of Saumur 」と呼ぶ。
フランス革命前は、この周辺の地域 Sénéchaussée de Saumur（ソミュールセネシャル管轄区）の首都であった。ヴァンデの反乱で戦場となった。ナポレオン統治下で城は国立刑務所として利用された。1783年以降に軍用騎兵学校が開かれ、それは後にフランスの国立乗馬学校「ル・カドルノワール・ド・ソミュール」となった。
第二次世界大戦中、1940年6月18-20日にソミュールの戦いとなり、乗馬学校の在校生が街の南の防衛に就いた。1944年には爆撃目標となり、ソミュール近郊のトンネル鉄道に対して1944年6月8-9日に最初の襲撃があった。
ソミュールの町は、戦争中に愛国心を見せ抵抗したことから、パームの入ったクロア・デ・ゲール勲章を授与された。

## ソミュール出身の著名人
- ココ・シャネル:ファッションデザイナー
- イヴ・ロベール:俳優、映画監督
- ファニー・アルダン:女優
- ドミニク・ピノン:俳優

## 姉妹都市
- フェルデン、ドイツ
- ハーフェルベルク、ドイツ
- ウォリック、イギリス
- アッシュヴィル、アメリカ

## 観光地
- ソミュール城 - 現在は歴史博物館・馬博物館として一般公開されている[2]。
- 国立乗馬学校 - 毎年夏に乗馬ショーが行われることで知られる[2]。戦車士官学校も兼ねる。
- 巨石墳墓群「ドルメン・デ・バニュー」
- ソミュールワイン工場
- ソミュール戦車博物館

ソミュール戦車博物館はアバディーン陸軍兵器展示場、パットン戦車博物館、ボービントン戦車博物館、クビンカ戦車博物館等と並ぶ世界有数の戦車博物館で880両以上の戦闘車両が保管されている。その中には実際に作動する状態で保管されている車両もある。

## ギャラリー

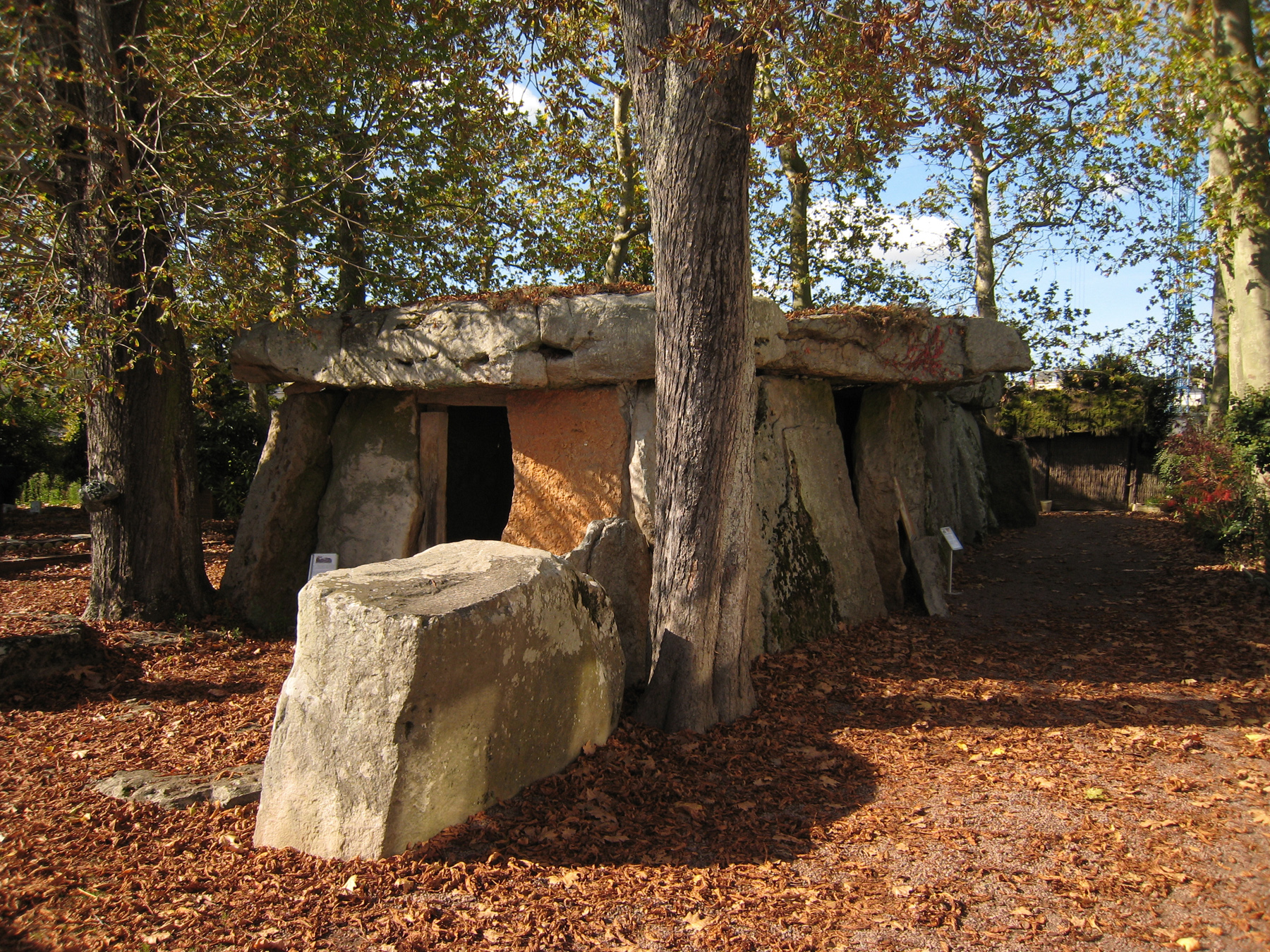
ドルメン・デ・バニュー（巨石墳墓）
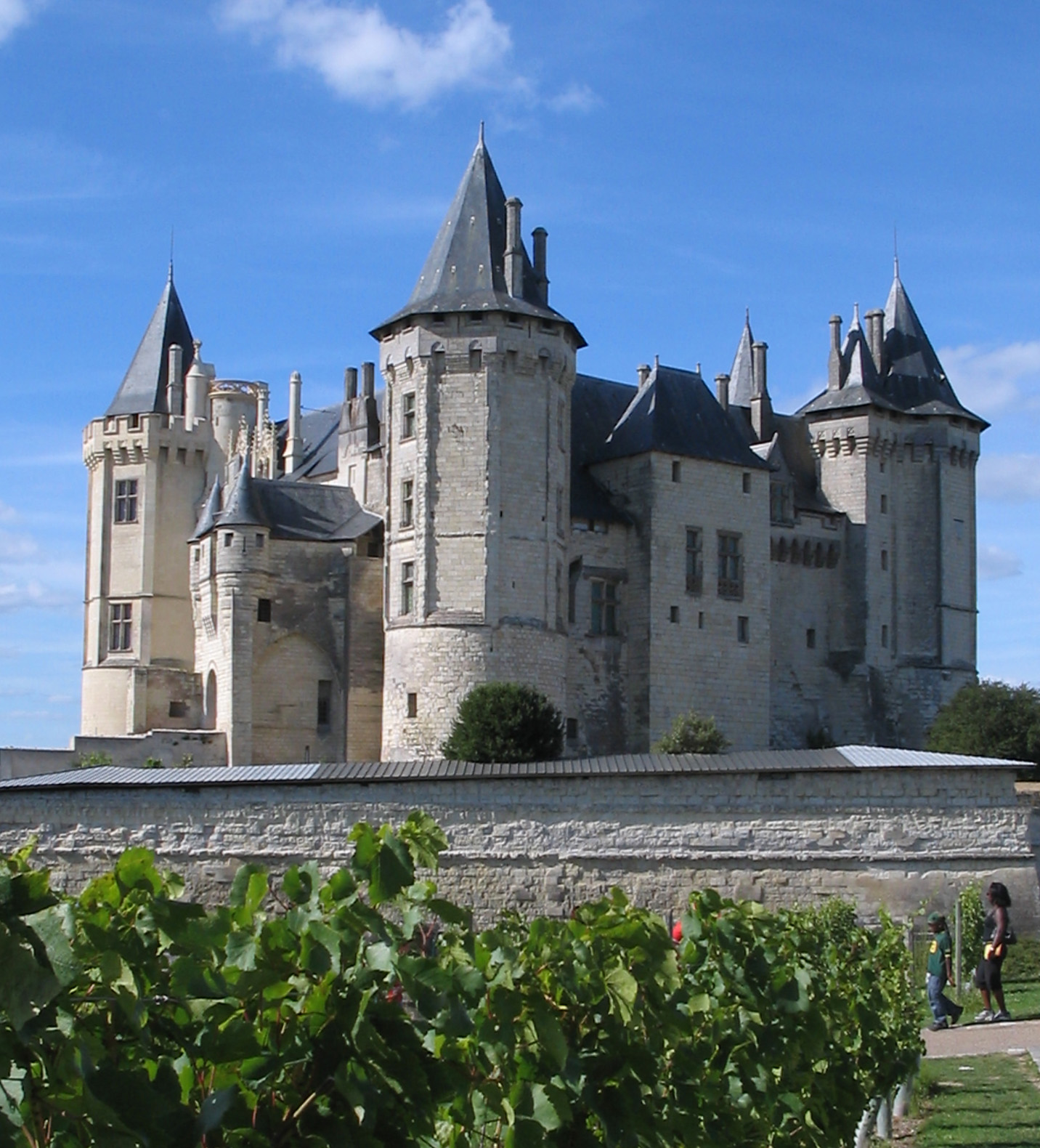
ソミュール城
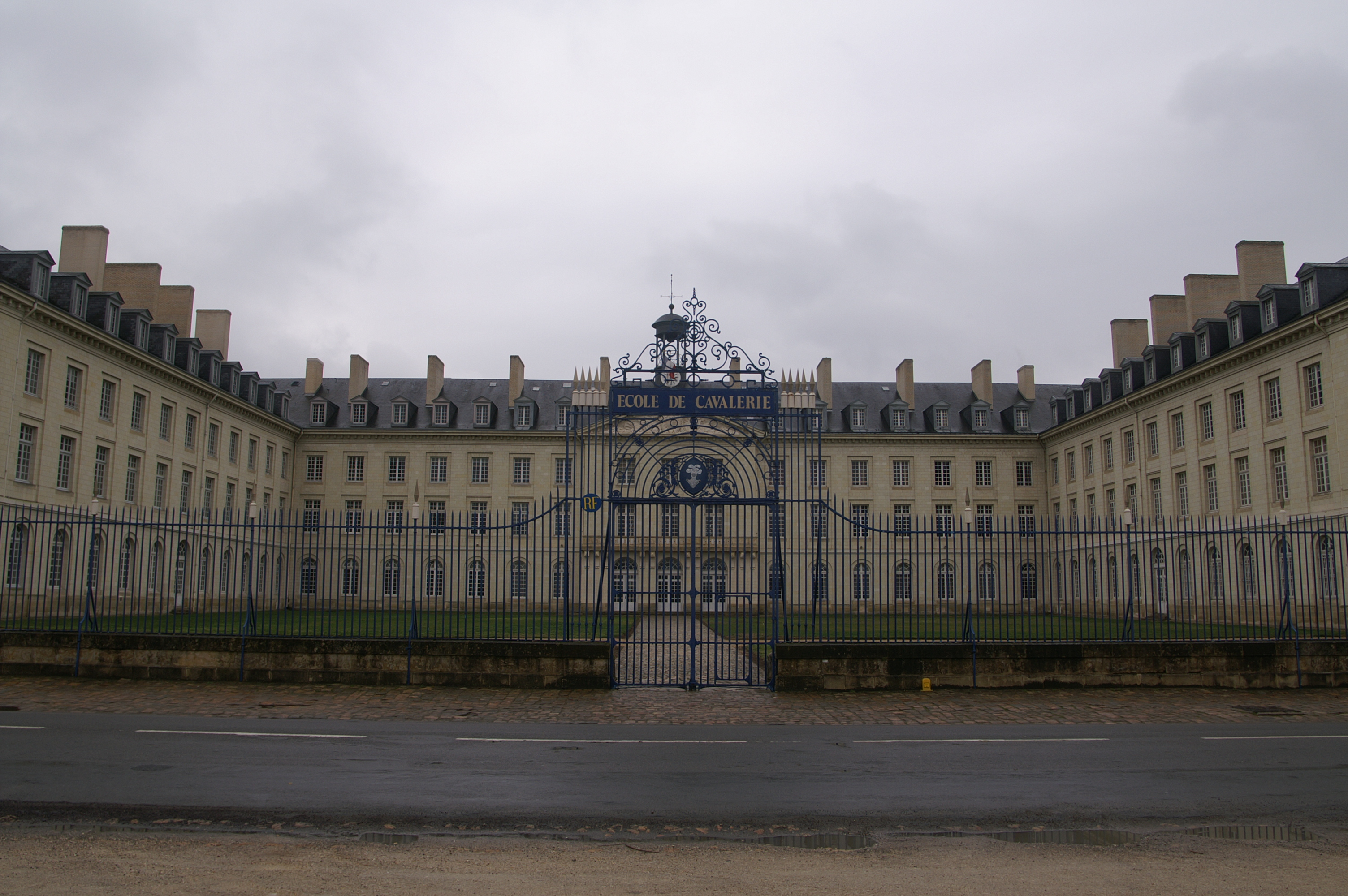
ル・カドルノワール・ド・ソミュール国立乗馬学校
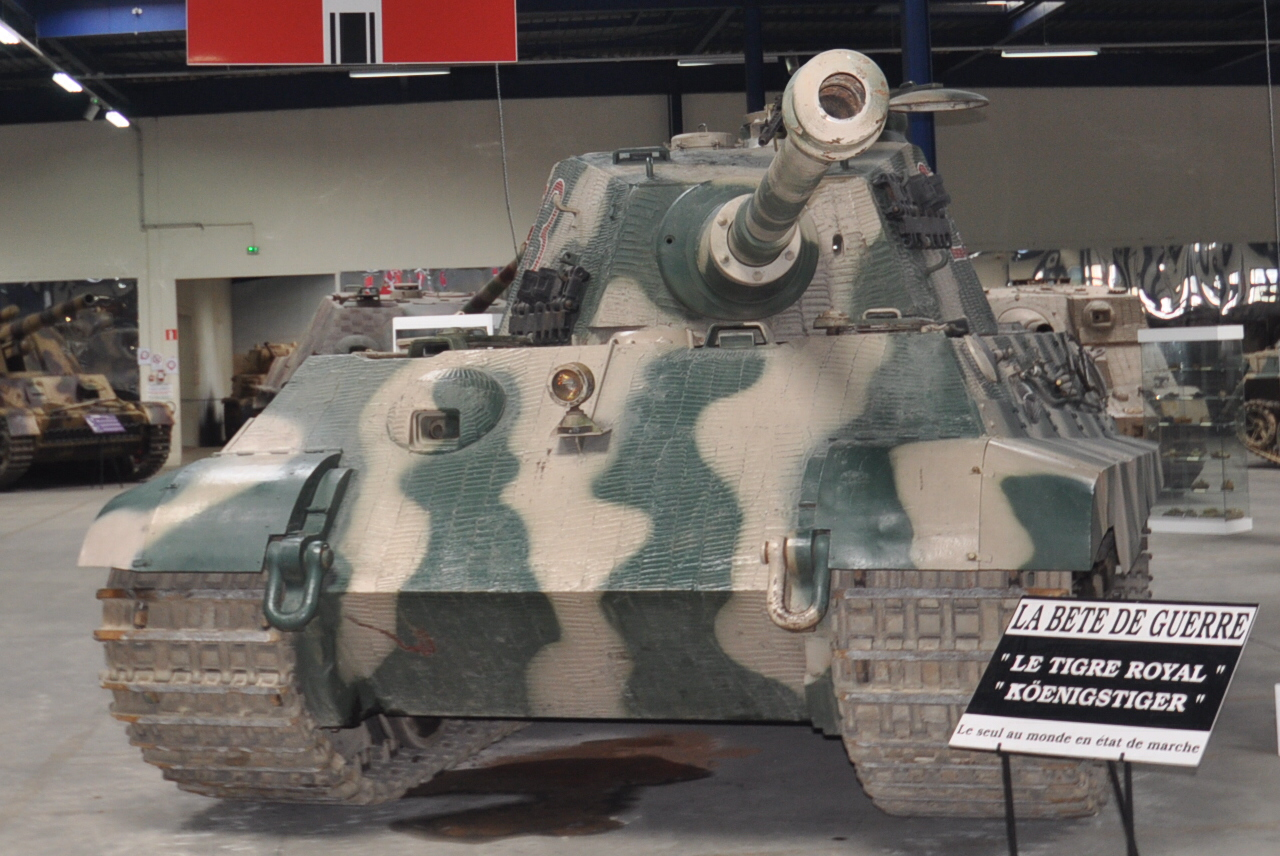
ソミュール戦車博物館のティーガーII戦車